# Hans-Peter Schauber
Hans-Peter Schauber (* 11. Januar 1945) ist ein ehemaliger deutscher Fußballspieler, der es in den Jahren 1969 bis 1972 als Torwart zu neun Einsätzen in der deutschen Fußballnationalmannschaft der Amateure gebracht hat.

## Laufbahn
Mit Rot-Weiss Frankfurt gelang Hans-Peter Schauber in der Saison 1967/68 der Meisterschaftsgewinn in der Amateurliga Hessen und damit der Aufstieg in die Regionalliga Süd. Mit der Mannschaft vom Brentanobad konnte er aber in der Saison 1968/69 nur Rang 18 belegen und stieg damit umgehend wieder in das Amateurlager ab. Der Torhüter wechselte nach dem Abstieg der Rot-Weissen zum SC Opel Rüsselsheim und konnte somit ein weiteres Jahr in der Regionalliga Süd verbleiben.
Am 22. November 1969 wurde Schauber zum ersten Mal beim Länderspiel in Hagen gegen Jugoslawien in die deutsche Fußballnationalmannschaft der Amateure berufen. Er hütete hinter dem Verteidigerpaar Erhard Ahmann und Hartwig Bleidick beim 2:2-Remis das Tor. Beim Opel-Team kam er auf 14 Einsätze und konnte den Stammtorhüter Kirsch damit nicht verdrängen. Zur Runde 1970/71 kehrte er wieder nach Frankfurt zu den Rot-Weissen zurück. Als Spieler der Hessenliga bestritt er in den nächsten zwei Jahren noch acht Spiele mit der Amateurnationalmannschaft des DFB. Zu einem besonderen Erlebnis entwickelte sich die Afrikatournee mit dem DFB um die Jahreswende 1970/71. Er kam in drei Spielen gegen Togo, Elfenbeinküste und Sierra Leone dabei im Tor der Mannschaft von DFB-Trainer Jupp Derwall zum Zuge und feierte auch in Afrika seinen 26. Geburtstag am 11. Januar 1971.
Sein neuntes und gleichzeitig letztes Länderspiel in der Amateurnationalmannschaft bestritt Schauber am 5. Januar 1972 in Dublin gegen Irland. Hans-Jürgen Bradler (VfL Bochum), Günther Wienhold (Eintracht Frankfurt) und Jürgen Muche vom 1. FC Saarbrücken zogen in den nächsten Monaten an dem Torhüter aus der Amateurliga Hessen vorbei und verhinderten somit seine Teilnahme an den Olympischen Sommerspielen 1972 in München.